# Daniel Mandell
Daniel Mandell (ur. 13 sierpnia 1895 w Nowym Jorku, zm. 8 czerwca 1987 w Huntington Beach) – amerykański montażysta filmowy, mający udział w postprodukcji ponad 70 filmów.
Jego kariera filmowa rozpoczęła się w 1924 od filmu The Turmoil, a zakończyła komedią Szczęście Harry’ego (1966). Znany był z wieloletniej współpracy z reżyserami: Williamem Wylerem (1933-1946) oraz Billym Wilderem (1957-1966).
Laureat trzech Oscarów za najlepszy montaż, które otrzymał za filmy: Duma Jankesów (1942), Najlepsze lata naszego życia (1946) oraz Garsoniera (1960). Otrzymał nominacje w tej kategorii za dwa inne obrazy: Małe liski (1941) oraz Świadek oskarżenia (1957).